# 康斯坦茨采邑主教区
康斯坦茨采邑主教辖区（德语：Hochstift Konstanz，Fürstbistum Konstanz，Bistum Konstanz）是12世纪中叶至1802年至1803年世俗化的神圣罗马帝国的一个小型教会公国，首府位于康斯坦茨。作为亲王和主教的双重身份，亲王主教还管理着康斯坦茨教区，该教区从大约585年一直存在到1821年解散，其领土范围比公国大得多。自780/782年以来，它属于美因茨教省。